# Ray McAnally
Ray McAnally (Buncrana, 30 maart 1926 - County Wicklow, 15 juni 1989) was een Iers acteur. Hij won zowel in 1987 (voor zijn bijrol in The Mission) als in 1990 (voor die in My Left Foot: The Story of Christy Brown) een BAFTA Award. Daarnaast won hij in 1989 de BAFTA Television Award voor beste acteur, voor zijn rol als Rick Pym in de zevendelige miniserie A Perfect Spy.
McAnally maakte in 1957 zijn acteer- en filmdebuut als Hugh O'Cahan in Professor Tim. Het bleek de eerste van 28 films waarin hij verscheen, de rollen in twee televisiefilms meegerekend. Daarnaast speelde hij wederkerende personages in elf televisieseries en eenmalige gastrollen in meer dan  twintig andere, zoals Gideon's Way, The Avengers, Public Eye, Dick Turpin en Strangers.
McAnally stierf op zijn 63ste aan de gevolgen van een hartinfarct. Zijn tweede BAFTA Award werd hem postuum toegekend.

## Filmografie
- We're No Angels (1989)
- Venus Peter (1989)
- My Left Foot: The Story of Christy Brown (1989)
- High Spirits (1988)
- Taffin (1988)
- Scout (1987, televisiefilm)
- The Sicilian (1987)
- The Fourth Protocol (1987)
- Empire State (1987)
- White Mischief (1987)
- The Mission (1986)
- No Surrender (1985)
- A Painful Case (1985, televisiefilm)
- Cal (1984)
- Angel (1982)
- The Sleep of Death (1980)
- The Outsider (1980)
- Fear Is the Key (1972)
- Quest for Love (1971)
- The Looking Glass War (1969)
- He Who Rides a Tiger (1965)
- Billy Budd (1962)
- Murder in Eden (1961)
- The Naked Edge (1961)
- Shake Hands with the Devil (1959)
- Sea of Sand (1958)
- She Didn't Say No! (1958)
- Professor Tim (1957)

## Televisieseries
*Exclusief eenmalige verschijningen
- Great Expectations - Mr Jaggers (1991, vijf afleveringen)
- Jack the Ripper - Sir William Gull (1988, twee afleveringen)
- A Very British Coup - Harry Perkins (1988, drie afleveringen)
- A Perfect Spy - Rick Pym (1987, zes afleveringen)
- The Burke Enigma - Rechercheur McGettigan (1978, vijf afleveringen)
- Barlow at Large - Commandant Benson (1973-1974, twee afleveringen)
- Pollyanna - John Pendleton (1973, vijf afleveringen)
- Kate - Paul (1971, twee afleveringen)
- Spindoe - Alec Spindoe (1968, zes afleveringen)
- The Fellows - Alec Spindoe (1967, drie afleveringen)
- Insurrection - Co-ordinator (1966, zes afleveringen - miniserie)

## Privé
McAnally trouwde in 1951 met de Ierse actrice Ronnie Masterson, met wie hij samenbleef tot aan zijn overlijden. Samen kregen ze zoons Conor en Aonghus en dochters Maire en Niamh.
- Biblioteca Nacional de España: XX1060823
- Bibliothèque nationale de France: cb142052313 (data)
- Gemeinsame Normdatei: 139369783
- International Standard Name Identifier: 0000 0001 0909 5139
- Library of Congress Control Number: no94035326
- Nationale Bibliotheek van Tsjechië: pna2004259352
- Nationale Bibliotheek van Israël: 987007344686805171
- Système universitaire de documentation: 084652101
- Trove: 1161545
- Virtual International Authority File: 64217209
- WorldCat: E39PBJB49Cvp6gRGT9mbMWCvpP